# Günther (énekes)
Mats Olle Söderlund, művésznevén Günther (Malmö, 1967. július 25. –) svéd zenész és divatmodell.

## Karrier
Mielőtt előadóművészként kezdett dolgozni, részidőben dolgozott egy ruházati üzletben. Günther 2004-es "Ding Dong Song" dalával országos ismertséget szerzett hazájában, Svédországban. A dal, amely Günther háttérénekeseivel, a The Sunshine Girls-zel közösen készült, a toplisták élmezőnyébe jutott el. Egy évvel később a giccses jelenség elterjedt Európa-szerte, miután a Franz Ferdinand indie rock együttes előadta a számot a Dutch rádióban. 2006-ban a "Like Fire Tonight" című száma indult a Melodifestivalen svéd zenei versenyen. Günther és a Sunshine Girls a hatodik helyig jutott az elődöntőben, így nem kerültek be a döntőbe.
Günther a weboldalán bejelentette, hogy új albumon dolgozik, amely a Dirty Man Swedish Sex Beast címmel fog megjelenni. 2011-ben az első kislemez, a "Pussycat" elérhetővé vált Günther weboldalán.
2013 decemberében Günther kiadta az "I’m Not Justin Bieber, B*tch" című kislemezt. A dalban erősen érzékelhető az electro house hangzás. A dal videóklipje gyorsan elterjedt, felvillanyozva a rajongókat, és majdnem 3,5 millióan nézték meg 2016 októberéig. 2016. november 23-án hozták nyilvánosságra, hogy Günther D’Sanz énekessel közösen finn indulóként pályázik a 2017-es Eurovíziós Dalversenyre a Love Yourself című dalával. A dalt Günther szerezte.

## Diszkográfia

### Stúdióalbumok
- Pleasureman (2004, Svédország; 2006, Egyesült Államok; 2007, Japán)[5]

### Kislemezek
- "Ding Dong Song" (a The Sunshine Girls-zel) (2004)
- "Teeny Weeny String Bikini" (a The Sunshine Girls-zel) (2004)
- "Touch Me (I Want Your Body" (Samantha Fox-szal) (2004)
- "Tutti Frutti Summer Love" (a The Sunshine Girls-zel) (2005)
- "Christmas Song (Ding Dong)" (a The Sunshine Girls-zel) (2005)
- "Like Fire Tonight" (a The Sunshine Girls-zel) (2006)
- "Sun Trip (Summer Holiday)" (a The Sunshine Girls-zel) (2007)
- "Famous" (a The Sunshine Girls-zel) (2010)
- "Pussycat" (a The Sunshine Girls-zel) (2011)
- "I'm not Justin Bieber Bitch" (2013)
- "No Pantalones" (2016)
- "Love Yourself" (D'Sanz-zal) (2016)

## Fordítás
- Ez a szócikk részben vagy egészben  a   Günther (singer) című angol Wikipédia-szócikk fordításán alapul.  Az eredeti cikk szerkesztőit annak laptörténete sorolja fel. Ez a jelzés csupán a megfogalmazás eredetét és a szerzői jogokat jelzi, nem szolgál a cikkben szereplő információk forrásmegjelöléseként.